# 安业县
安业县，唐朝的县，位于今江苏省南京市境内。唐武德三年（620年），分江宁县、溧水县之地，新置安业县，属扬州。武德八年（625年），并入归化县。